# NEWSニッポン
『NEWSニッポン』（ニュースニッポン）は、日本の男性アイドルグループ、NEWSのインディーズデビューシングル。
本作のタイトルを冠したDVD・VHS『NEWSニッポン0304』についても本項で詳述する。

## 概要
ジャニーズ事務所では、V6・嵐に続き、バレーボールワールドカップのイメージキャラクターとして結成されたNEWSのデビューシングル。EAST盤とWEST盤ではジャケットデザイン・収録曲が異なる。
予約・販売はコンビニエンスストアの大手であるセブン-イレブンに限られ、日本全国にある一万店舗で独占販売された。これは流通業界・音楽業界ともに初の試みである。限定50万枚が完売したものの、CDショップの流通ルートで扱われなかったためオリコンのデータ集計で扱われず、また実質上インディーズ扱いのため日本レコード協会によるゴールドディスクの認定の対象外となった。メジャーデビューシングルは2作目の『希望~Yell~』である。
発売日当日、グループ名のロゴが入ったヘリコプターにメンバーの山下智久・小山慶一郎・内博貴が乗り、東京都内の上空を飛行するという宣伝イベントが行われた。これは「NEWSニッポン」の歌詞のコンセプトに基づいて企画されたものである。飛行後はヘリポートで記者会見が行われ、各マスメディアが報道した。飛行中や記者会見の様子は、『NEWSニッポン0304』でも見る事が出来る。
『NEWSニッポン』のハモリは当時ジャニーズJr.で現在Hey! Say! JUMPの薮宏太と松本光平が担当している（これはJr.で歌われていた「NEWSニッポン」の原曲となる「ピースのサイン（歌詞等が違う）」の流れからである）。
森内貴寛が参加した9人体制で唯一のシングルである。

## 収録曲

### EAST盤
1. NEWSニッポン
作詞：KNM PROJECT、作曲・編曲：馬飼野康二
  - フジテレビ系『バレーボールワールドカップ2003』イメージソング

1stアルバム『touch』、ベストアルバム『NEWS BEST』では8人で再収録したアルバムバージョンで収録されているため、シングルバージョンで聴くことができるのは、このシングルのみである。
2. ありがとう・今 - 増田貴久・手越祐也・森内貴寛
作詞：泉らら、作曲・編曲：馬飼野康二
3. NEWSニッポン (オリジナル・カラオケ)
4. ありがとう・今 (オリジナル・カラオケ)

### WEST盤
1. NEWSニッポン
2. Private Hearts - 小山慶一郎・加藤成亮・草野博紀
作詞：久保田洋司、作曲：堂本光一、編曲：石塚知生
  - 小山・加藤・草野が所属していたユニット「K.K.Kity」のオリジナル曲のセルフカバー

作曲を担当した堂本光一はK.K.Kityに作詞させる予定だったが[4]立ち消え、久保田洋司が担当する事になる。光一自身ものちに「UNBREAKABLE」というタイトルでセルフカバーした。
3. NEWSニッポン (オリジナル・カラオケ)
4. Private Hearts (オリジナル・カラオケ)

## 映像作品
NEWSニッポン
- NEWSニッポン0304（＋PV映像）
- Never Ending Wonderful Story
  - 6人体制 初披露
- NEWS CONCERT TOUR pacific 2007 2008 -THE FIRST TOKYO DOME CONCERT
- NEWS LIVE DIAMOND
- NEWS DOME PARTY 2010 LIVE! LIVE! LIVE! DVD!
- NEWS LIVE TOUR 2012 〜美しい恋にするよ〜
  - 4人体制 初披露
- NEWS 10th Anniversary in Tokyo Dome
- NEWS LIVE TOUR 2015 WHITE
- NEWS LIVE TOUR 2016 QUARTETTO
- NEWS 15th Anniversary LIVE 2018 "Strawberry"
- NEWS DOME TOUR 2018-2019 EPCOTIA -ENCORE-
- NEWS 20th Anniversary LIVE 2023 NEWS EXPO
  - 3人体制 初披露
- NEWS 20th Anniversary LIVE 2023 in TOKYO DOME BEST HIT PARADE!!! 〜シングル全部やっちゃいます〜

ありがとう・今
- NEWSニッポン0304

Private Hearts
- NEWSニッポン0304
- NEWS CONCERT TOUR pacific 2007 2008 -THE FIRST TOKYO DOME CONCERT
  - 小山がソロで披露

## NEWSニッポン0304
『NEWSニッポン0304』は、NEWSの1作目のDVD・VHS。VHSは初回生産限定となる。
大きく分けて、デビュー前後のドキュメンタリー映像、コンサート映像、PVの3つで構成される。収録期間として2003年9月より2004年1月にまで及ぶため、2003年末でグループを脱退・ジャニーズ事務所を退所した森内貴寛の姿も収められており、映像内のクレジットタイトルにも名前が記されている。ただし、ジャケット写真や、封入されているブックレットには、姿も名前も掲載されていない。
DVDとVHSでは収録順が異なる。以下にはDVDの収録内容を挙げる。

### 収録内容
Documentary
「NEWSニッポン」のジャケット写真やPVの撮影風景、NEWS結成について各メンバーへのインタビュー、台湾の音楽イベント「相信台湾」へ出演した際の様子、『バレーボールワールドカップ2003』のイメージキャラクターとして出演した各試合会場での模様などが、ドキュメンタリーとして収められている。
Concert
2004年1月に行われたコンサート、「A Happy "NEWS" year 2004新春」の模様。バックバンドとして関ジャニ8（のちの関ジャニ∞）の丸山隆平・安田章大・大倉忠義が、バックダンサーとしてK.K.Kityの横尾渉（現在Kis-My-Ft2）・武内幸太朗・飯田恭平らが参加している。オリジナル曲が少ないため、ジャニーズ事務所の先輩グループの曲を多くカバーした。
1. OVERTURE
2. NEWSニッポン - 森内貴寛が脱退したため、CDとは異なり8人での歌唱となる。
3. 冬メドレー
  - エンジェル - 錦戸亮。KinKi Kidsのアルバム『D album』に収録されている曲のカバー。
  - MIRACLE STARTER ～未来でスノウ・フレークス～ - 錦戸亮・内博貴。V6のアルバム『GREETING』に収録されている曲のカバー。
  - ロマンチックタイム - 小山慶一郎・加藤成亮・草野博紀。少年隊のシングル曲のカバー。
  - 夜空ノムコウ - 山下智久・手越祐也。SMAPのシングル曲のカバー。
  - 雪が降ってきた - SMAPのシングル曲のカバー。
  - Jive - SMAPのアルバム『SMAP 015/Drink! Smap!』に収録されている曲のカバー。
  - 湾岸スキーヤー - 少年隊のシングル曲のカバー。
4. Born to run - V6のアルバム『SINCE 1995 〜 FOREVER』に収録されているComing Centuryの曲のカバー。
5. 俺たちに明日はある - SMAPのシングル曲のカバー。
6. ソロコーナー
  - Private Hearts - 小山慶一郎・加藤成亮・草野博紀。
  - ありがとう・今 - 増田貴久・手越祐也。森内貴寛が脱退したため、CDとは異なり二人での歌唱となる。
  - All of me for you - 錦戸亮・内博貴。本来は関ジャニ8のオリジナル曲で、バックダンサーとして同グループの丸山隆平・安田章大・大倉忠義が参加する。
  - 指輪 - 山下智久。のちに、山下のソロデビューシングル『抱いてセニョリータ』に収録される。
7. 世界に一つだけの花 - SMAPのシングル曲のカバー。
8. SHOCK ME - オリジナル曲。のちに、シングル『チェリッシュ』に収録される。
9. Pain - オリジナル曲。

NEWSニッポン プロモーションビデオ
NEWSでは唯一となる9人でのPVである。DVDのみ、フルサイズで収録される。
Credit
メンバーや本作に関わったスタッフのクレジットが流れる。スーパーバイザーとして藤島ジュリー景子、エグゼクティブプロデューサーとしてジャニー喜多川の名前がある。